# 4119 Майлз
4119 Майлз (4119 Miles) — астероїд головного поясу, відкритий 16 січня 1983 року.
Тіссеранів параметр щодо Юпітера — 3,242.